# (400033) 2006 QT108
(400033) 2006 QT108 es un asteroide perteneciente al cinturón de asteroides, descubierto el 28 de agosto de 2006 por Roy A. Tucker desde el Observatorio Goodricke-Pigott, Tucson (Arizona), Estados Unidos.

## Designación y nombre
Designado provisionalmente como 2006 QT108.

## Características orbitales
2006 QT108 está situado a una distancia media del Sol de 2,598 ua, pudiendo alejarse hasta 3,380 ua y acercarse hasta 1,815 ua. Su excentricidad es 0,301 y la inclinación orbital 7,603 grados. Emplea 1529,55 días en completar una órbita alrededor del Sol.

## Características físicas
La magnitud absoluta de 2006 QT108 es 16,9. Tiene 2,045 km de diámetro y su albedo se estima en 0,073.